# Mademoiselle Théodore
Marie Madeleine Louise Catherine Crespé (ou Crépé), dite Mademoiselle Théodore, est une danseuse française née à Paris le 5 novembre 1759 et décédée à Audenge en Gironde le 9 septembre 1799.
Élève de Jean-Barthélemy Lany, Mlle Théodore entre à l'Académie royale de musique en 1775 comme surnuméraire, puis comme danseuse remplaçante. Le 26 décembre 1777, elle commence sa carrière dans le ballet Myrtil et Lycoris, de Boutillier et Bocqueau. Elle danse un temps à Londres dans les ballets montés par Noverre.
Sérieuse — voire guindée — et philosophe, elle n'hésite pas à écrire à Jean-Jacques Rousseau pour lui demander conseil. On lui connaît aussi quelques querelles avec la direction de l'Opéra et un conflit mémorable avec la chanteuse Mlle Beaumesnil, qui se solde par un duel à la porte Maillot.
En 1783, elle quitte l'Opéra avec Jean Dauberval à sa suite, et l'épouse le 30 octobre. Le couple se rend ensuite à Bordeaux, elle comme première danseuse, lui comme maître de ballet du Grand Théâtre. En 1789, il règle pour elle La Fille mal gardée.